# Casa de Flórez-Osorio
La Casa de Flórez-Osorio es una casa castellana con solar en la villa de Quintanilla de Flórez (León) y cuyos orígenes se remontan al siglo XVI en León. Fue fundada por el matrimonio de Juan Flórez y Osorio y Fabiana de Quiñones y Osorio, padres de Gabriel Flórez-Osorio y Quiñones, primer vizconde de Quintanilla de Flórez (1651). Los Flórez-Osorio probaron su nobleza en la Orden de Santiago. 
Junto con las familias Cabeza de Vaca, Guzmán, Quiñones, Lorenzana y Tapia, son de las estirpes de la rancia nobleza de León. Destacaron como políticos y miembros de la curia eclesiástica y emparentaron con grandes nobles linajes españoles. Dio un obispo a la Iglesia católica y un ministro dal Estado. Una rama se estableció en Valencia a principios del siglo XVIII.
Desde su origen a finales del siglo XV hasta finales del siglo XIX, la Casa de Quintanilla de Flórez correspondió al linaje de los Flórez-Osorio. En 1875, tras la muerte sin descendencia del VIII vizconde, Manuel Flórez-Osorio y Coca, la posesión civilísima y natural del vizcondado pasó a los descendientes legítimos de su única hermana, Joaquina Flórez-Osorio, Teijeiro de Valcárcel y Rocafull, los Méndez de la Válgoma.

## Orígenes del apellido Flórez-Osorio
El primer miembro conocido fue Antonio Flórez, gobernador de Rijoles en el Reino de Nápoles en el siglo XVI. Por parte de los Flórez, son descendientes de los reyes de Asturias, y por parte de los Osorio, descendientes de Alfonso IX de León, y de Guillermo I el Conquistador.

## Armas

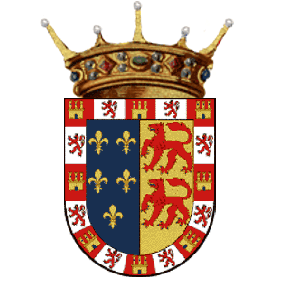
Escudo de Armas de los Flórez-Osorio

Escudo partido. Primero, en campo de azur, cinco flores de lis de oro puestas en sotuer (que es Flórez). Segundo, en campo de oro, dos lobos de gules desollados y puestos en palo (que es Osorio); bordura componada de Castilla y León.

## Flórez-Osorio ilustres
Gabriel Flórez-Osorio y Quiñones, I vizconde, defensor del Reino de León (1640-1646) 
 Juan Flórez-Osorio y Quiñones, prior del Real Convento de San Marcos de León (1652)
 Melchora de Baeza y Flórez-Osorio, abadesa del monasterio de Santa María de Carvajal (1688-1694)
Don Juan de Baeza y Flórez-Osorio, Regidor perpetuo de Ponferrada (1711, 1722)
José Antonio Flórez-Osorio y Velasco, obispo de Orihuela (1728-1738) y Cuenca (1738-1759) y miembro del Consejo del rey.
Jerónimo Flórez-Osorio y Tapia, V vizconde y señor del Castillo de Tapia.
Manuel de Villafañe y Flórez-Osorio, magistrado de la Real Audiencia de Valencia (1762-1770) y juez del Consejo Supremo de Castilla (1771-1792)
José de Villafañe y Flórez-Osorio, señor de El Ferral, coronel de Milicias del regimiento de León (1776)
Joaquín Flórez-Osorio y Teijeiro de Tejeiro de la Carrera, VI vizconde, ministro del Reino de España (1808-1810)
Antonio Flórez-Osorio y Coca, VII vizconde, teniente Coronel del Ejército (1832)
Manuel Flórez-Osorio y Coca, VIII vizconde, diputado nacional por León (1836)

## Entronques Ilustres
1620: Quiñones, marqueses de Lorenzana
1680: Tapia, señores del Castillo de Tapia
1687: Álamos, Marqueses de Villasinda'
1705: Villafañe, señores de Ferral
1746: Teijeiro de Valcárcel, señores de Perales y Primau y marqueses de Villasante
1775: Fernández de Castro, marqués de Villacampo
1780: Puxmarín, condes de Montealegre y marqueses de Albudeyte, grandes de España
1796: López de Oliver, condes de Roche
Siglos XIX y XX, los Méndez de la Válgoma y los Garnelo, que siempre gozaron de la calidad de caballeros hijosdalgo